# Джанфранко Леончіні
Джанфранко Леончіні (італ. Gianfranco Leoncini; 25 вересня 1939, Рим — 5 квітня 2019, Ківассо) — колишній італійський футболіст, опорний півзахисник. По завершенні ігрової кар'єри — футбольний тренер.
Як гравець насамперед відомий виступами за клуб «Ювентус», а також національну збірну Італії.
Триразовий володар Кубка Італії. Триразовий чемпіон Італії.

## Клубна кар'єра
У дорослому футболі дебютував 1958 року виступами за команду клубу «Ювентус», в якій провів дванадцять сезонів, взявши участь у 289 матчах чемпіонату. Більшість часу, проведеного у складі «Ювентуса», був основним гравцем команди. За цей час тричі виборював титул володаря Кубка Італії, ставав чемпіоном Італії (також тричі).
Згодом з 1970 по 1973 рік грав у складі команд клубів «Аталанта» та «Мантова».
Завершив професійну ігрову кар'єру у клубі «Аталанта», у складі якого вже виступав раніше. Прийшов до команди 1973 року, захищав її кольори до припинення виступів на професійному рівні у 1974.

## Виступи за збірну
1966 року дебютував в офіційних матчах у складі національної збірної Італії. Протягом кар'єри у національній команді, яка тривала усього 1 рік, провів у формі головної команди країни 2 матчі. У складі збірної був учасником чемпіонату світу 1966 року в Англії.

## Кар'єра тренера
Розпочав тренерську кар'єру невдовзі по завершенні кар'єри гравця, 1975 року, очоливши тренерський штаб клубу «Аталанта». Досвід тренерської роботи обмежився цим клубом.

## Титули і досягнення
- Володар Кубка Італії (3):

«Ювентус»: 1958-59; 1959-60; 1964-65
- Чемпіон Італії (3):

«Ювентус»: 1959-60; 1960-61; 1966-67